# طواف لومبارديا 1993
طواف لومبارديا 1993 (بالإنجليزية: 1993 Giro di Lombardia)‏  هو سباق دراجات هوائية، وهو الموسم رقم 87 من السباق، وأقيم في 9 أكتوبر 1993، وامتدّ لمسافة 242 كيلومتر، وهو أحد سباقات كأس العالم لسباق الدراجات على الطريق 1993 ‏، وهو من نوع سباق يوم واحد، وقد شارك في السباق 166 متسابقاً ووصل إلى نهايته 76 متسابقاً.
فاز فيه بالمركز الأول باسكال ريتشارد، وبالمركز الثاني جورجيو فورلان، وبالمركز الثالث ماكس سياندري.

## التصنيف العام النهائي
| \| التصنيف العام \| التصنيف العام \| التصنيف العام \| التصنيف العام \| التصنيف العام \| \| العداء \| العداء \| الفريق \| الوقت \| \| \| ------------- \| -------------- \| ------------------------------------ \| ------------- \| ------------- \| \| 1 \| باسكال ريتشارد \| Ariostea (cycling team) [الإنجليزية]‏ \| 6 س 04 د 38 ث \| \| \| 2 \| جورجيو فورلان \| Ariostea (cycling team) [الإنجليزية]‏ \| + 0 ث \| \| \| 3 \| ماكس سياندري \| Motorola [لغات أخرى]‏ \| + 7 ث \| \| |                |                          |               |  |
| |                |                          |               |  |
| |                |                          |               |  |
| التصنيف العام |                |                          |               |  |
| العداء | العداء         | الفريق                   | الوقت         |  |
| 1 | باسكال ريتشارد | Ariostea (cycling team) ‏ | 6 س 04 د 38 ث |  |
| 2 | جورجيو فورلان  | Ariostea (cycling team) ‏ | + 0 ث         |  |
| 3 | ماكس سياندري   | Motorola ‏                | + 7 ث         |  |